# Старі Айбесі
Старі Айбе́сі (рос. Старые Айбеси, чув. Кивӗ Эйпеҫ) — село у складі Алатирського району Чувашії, Росія. Адміністративний центр Староайбесинського сільського поселення.
Населення — 880 осіб (2010; 1061 у 2002).
Національний склад:
- чуваші — 98 %